# 友常典膳
友常 典膳（ともつね てんぜん）は、唐津藩藩士。権大参事。明治初頭に唐津に高橋是清を招き、唐津の近代化のきっかけを作った。

## 概略
1830年前後の生まれ。唐津藩の宿老（権大参事）として維新を迎え、藩校の洋学部創設に奔走し、米国帰朝後教官をしていた大学南校を辞職した東太郎（のちの高橋是清）を明治4年（1871年）に耐恒寮洋学舘の教官として月給百円賄付きで招聘した。このとき典膳は是清歓迎の意に吉原遊郭で宴席を設けたが、是清にとってこれが吉原初体験となった。
同年4月に廃藩置県で唐津藩は唐津県となり、11月には伊万里県に合併されたが、唐津の士族300人が不正に製紙事業の益金を分配したという密告により、明治5年（1872年）に典膳はじめ約30人が伊万里県に拘禁された。責任を感じた典膳は切腹を図ったが、一命を取り止めた。
耐恒寮洋学舘では、典膳の娘おたい、ふくの姉妹と曽禰達蔵の妹おようの3人を入学させ、いずれ彼女らを教員として女子英学校を興こす企画をしていたが、是清が上京中に先の騒動が起り、明治5年9月に廃校となった。
明治22年（1889年）に次男の友常穀三郎に家督を譲った。

## 親族
次男の友常穀三郎は文久2年 〈1862年〉7月、江戸の唐津藩邸で生まれる。東京外国語学校、大学予備門で学び、明治法律学校、日本英学館で英語を教え、ワーゲンフー商社、フレザー商会など在日外国商社の支配人も務めた。友垣紡績会社社長、九州商業銀行頭取、東肥鉄道社長、南信自働車取締役などを務めたほか、綿花輸入商を営み、神戸貿易商会を経営した。1912年より３度栃木県選出衆議院議員（うち一度は選挙法違反で辞任）となり、立憲政友会に所属した。
次女のおたい（安政５年〈1858年〉－　昭和15年〈1940年〉）は、耐恒寮の女子一期生の一人。高橋是清の世話で山口慎と結婚、６男５女をもうける。五男は三村起一（住友鉱業株式会社初代社長、石油資源開発初代社長、石油開発公団初代総裁）。